# Bapangsari
Bapangsari is een bestuurslaag in het regentschap Purworejo van de provincie Midden-Java, Indonesië. Bapangsari telt 2200 inwoners (volkstelling 2010).